# Haputale
Haputale (syng. හපුතලේ, tamil. அப்புத்தளை) – miasto w Sri Lance, w prowincji Uwa.